# Crusader Kings
Crusader Kings ist ein Globalstrategiespiel für Windows aus dem Jahr 2004, das in der Zeit des Hoch- und Spätmittelalters angesiedelt ist. Das von Paradox Interactive produzierte Spiel basiert auf der Grafikengine des bekannten Strategiespiels Europa Universalis 2 und läuft wie dieses in Echtzeit ab. Die Fortsetzung, Crusader Kings II, erschien 2012.

## Spielprinzip
Der Spieler verkörpert eine mittelalterliche Herrscherdynastie und kann dabei sowohl kleine Grafschaften als auch riesige Königreiche anführen. Er übt die diplomatische, wirtschaftliche und ideelle Herrschaft über sein Gebiet aus, fördert den Ausbau seiner Ländereien und führt Kriege gegen feindliche Landesherren. Zugleich muss er das Ansehen seiner Familie fördern, eine kluge Heiratspolitik betreiben und die Nachfolge für seine Erben sichern. Durch geschicktes Einheiraten in andere Dynastien können so auch auf friedlichem Weg neue Ländereien und Titel hinzugewonnen werden und so die eigene Hausmacht gestärkt werden.
Crusader Kings bot neuartige Konzepte, etwa das ausgefeilte Vasallensystem, die Erb- und Heiratspolitik und die Verkörperung einer Dynastie. Die Kriegsführung wurde gegenüber ähnlichen Spielen wie Europa Universalis, Hearts of Iron oder Victoria: Empire under the Sun stark vereinfacht. So kann der Herrscher die Truppenzusammenstellung nur indirekt beeinflussen, Heere werden automatisch verschifft und Revolten durch einfache Provinzmali abgehandelt. Sehr viel komplizierter ist die Verwaltung der eigenen Familie und des Hofs, da alle Charaktere verschiedene Eigenschaften und Spielwerte haben. Diese Rollenspielelemente werden auch durch das aus Europa Universalis bekannte Event-System unterstützt, bei dem gescriptete Ereignisse vom Spieler Entscheidungen verlangen.
Eine große Bedeutung für das Spiel haben die namensgebenden Kreuzzüge, bei denen der Papst zur Befreiung einzelner Provinzen – etwa Jerusalem oder Byzanz – aufruft. Diese Kreuzzüge können zu jahrzehntelangen Kriegszügen der christlichen Königreiche gegen die muslimischen Emirate führen. Im weiteren Verlauf des Spiels stellen eindringende Mongolenheere eine weitere Gefahr dar.
Im Vergleich zu anderen Globalstrategiespielen, die eher schneller vorangehen, sind die Akquisitionen von Ländereien und Macht in Crusader Kings langsam und durchdacht. Ein zu schnell erobertes, großes Reich geht oft in Revolten und zahlreichen diplomatischen Verstrickungen unter.

### Steuerung
Die in Provinzen unterteilte Europakarte wird in einer Draufsicht dargestellt. Es lassen sich verschiedene Ansichten wählen, z. B. Politisch, Geographisch und Aufstandsgefahr. Die Perspektive ist in mehreren Stufen zoombar.
Das Spiel läuft in Echtzeit mit wählbarer Geschwindigkeit ab, kann jedoch jederzeit angehalten werden, um in der Pause in Ruhe neue Befehle zu geben.
Die Steuerung erfolgt mit Maus und Tastatur. Es gibt sowohl einen Einzel- als auch einen Mehrspieler-Modus.

## Versionen und Mods
Es wurden mehrere offizielle Patches für das Spiel herausgebracht. Der aktuelle Patch 1.05 brachte mehrere tiefgreifende Veränderungen der Spielstruktur mit sich, da er unter anderem das Erziehungssystem der eigenen Kinder, aber auch den Ablauf der Kreuzzüge veränderte. Die Fancommunity hat zudem zwei inoffizielle Improvement Packs erstellt, die vor allem die historischen Ausgangsbedingungen (Herrscher- und Dynastienamen) verbessern. Auch mehrere Mods für das Spiel sind erschienen.

### Deus Vult
Am 4. Oktober 2007 erschien die Erweiterung Deus Vult als Download-Only-Produkt. Das Spiel wurde dabei einer Generalüberholung unterzogen. Unter anderem wurde die Grafik verbessert, die Personen erhielten neue Charaktereigenschaften und können Freundschaften und Rivalitäten entwickeln, und Kinder können als Mündel an fremde Höfe geschickt werden. Durch die Einführung weiterer Spielkonzepte wie die Stabilität eines Reichs wurde auch die Anknüpfung an Europa Universalis verbessert.

### Complete Package
Mittlerweile gibt es ein „Complete Package“, bei dem sowohl die Grundversion von CK, als auch das Add-On Deus Vult erhältlich sind. Das Package ist im Handel aber nur auf Englisch erhältlich.

## Rezeption
Laut dem Review-Aggregator Metacritic erhielt das Spiel gemischte beziehungsweise durchschnittliche Wertungen. Das deutschsprachige Computerspielmagazin PC Games bescheinigt Crusader Kings die gleichen Stärken und Schwächen, wie Europa Universalis 2: „hohe Komplexität auf der einen, grausige Bedienung auf der anderen Seite.“ Es sei bereits der „vierte Aufguss“ von Europa Universalis 2 und für Besitzer anderer Paradox-Spiele höchstens deshalb interessant, weil ehrenhaftes Herrschen und weniger das Erobern im Vordergrund stehe.

„Though Europa Universalis has had more sequels over the last few years than just about any other title, Crusader Kings is one of the best.“

„Obwohl Europa Universalis über die letzten Jahre mehr Fortsetzungen hatte, als nahezu jeder andere Titel, ist Crusader Kings eine der besten.“

## Fortsetzungen
Die Fortsetzung Crusader Kings II wurde am 14. Februar 2012 veröffentlicht. Im September 2020 erschien mit Crusader Kings III der dritte Teil.